# Per amarti
Per amarti è l'ottavo album musicale di Mia Martini, pubblicato il 20 ottobre 1977 dall'etichetta Come Il Vento.

## Il disco
Il disco vede l'inizio della collaborazione tra Mia Martini e Ivano Fossati, che firma i brani "Sentimento" e "Se finisse qui", una cover.
La title track "Per amarti" è una delle più grandi interpretazioni della Martini, ed è firmata da Bruno Lauzi e Maurizio Fabrizio, gli stessi autori del brano "Almeno tu nell'universo". La stessa Mia Martini è invece autrice del testo italiano di "Somebody to Love" dei Queen, inciso con il titolo "Un uomo per me". "Da capo" è firmata da Riccardo Cocciante, e fu incisa nello stesso anno anche da Mina nel disco Mina con bignè.
L'album contiene anche "Ritratto di donna", brano con cui la Martini vince il Festival mondiale della canzone popolare di Tokyo.

## Tracce
LATO A
1. Se finisse qui (Arrangiamenti di Ruggero Cini) (testo: Ivano Fossati – musica: Rick Davies, Roger Hodgson; edizioni musicali RCA)
2. Da capo (Arrangiamenti di Ruggero Cini) (testo: Marco Luberti – musica: Riccardo Cocciante; edizioni musicali RCA, Jeans, PDU)
3. Sentimento (Arrangiamenti di Ivano Fossati) (Ivano Fossati; edizioni musicali RCA, Come il Vento)
4. Se ti voglio (Arrangiamenti di Maurizio Fabrizio) (testo: Cristiano Minellono – musica: Carole Bayer Sager, Albert Hammond; edizioni musicali Chappell)
5. Un uomo per me (Arrangiamenti di Maurizio Fabrizio) (testo: Mia Martini – musica: Freddie Mercury; edizioni musicali Francis Day, Queen Music)

LATO B
1. Per amarti (Arrangiamenti di Maurizio Fabrizio) (testo: Bruno Lauzi – musica: Maurizio Fabrizio; edizioni musicali Come il Vento, RCA)
2. Innamorata di me (Arrangiamenti di Maurizio Fabrizio) (testo: Bruno Lauzi – musica: Maurizio Fabrizio; edizioni musicali Come il Vento, RCA)
3. Shadow dance (Arrangiamenti di Maurizio Fabrizio) (testo: Hiliry Harvey – musica: Jimmy Fontana; edizioni musicali Come il Vento, RCA)
4. Ritratto di donna (Arrangiamenti di Maurizio Fabrizio) (testo: Carla Vistarini – musica: Massimo Cantini e Luigi Lopez; edizioni musicali Come il Vento, RCA)
5. Canto malinconico (Arrangiamenti di Maurizio Fabrizio) (testo: Bruno Lauzi – musica: Maurizio Fabrizio; edizioni musicali Come il Vento, RCA)

## Formazione
- Mia Martini – voce, cori
- Gigi Cappellotto – basso
- Andy Surdi – batteria, cori
- Maurizio Fabrizio – chitarra, tastiera
- Oscar Rocchi – tastiera
- Mario Scotti – basso
- Massimo Buzzi – batteria
- Massimo Luca – chitarra
- Tullio De Piscopo – batteria
- Luciano Ciccaglioni – chitarra
- Sergio Farina – chitarra
- Ruggero Cini – tastiera
- Ernesto Massimo Verardi – chitarra
- Antonio Coggio – tastiera
- Alessandro Centofanti – tastiera
- Gianni Oddi – sax
- Ivano Fossati, Aida Cooper – cori
- I Cantori Moderni di Alessandroni – cori (in Un uomo per me)